# Kitty Lange Kielland
Kitty Lange Kielland (Stavanger, 8 de outubro de 1843 – Kristiania, 1 de outubro de 1914) foi uma pintora norueguesa. Ela ficou mais conhecida por suas paisagens realistas.